# Jorge Vilda Rodríguez
Jorge Vilda Rodríguez   (Madrid, 7 de juliol de 1981) és un entrenador de futbol espanyol amb llicència professional de UEFA, actual entrenador de la selecció femenina de futbol del Marroc. Anteriorment va ser seleccionador de la selecció espanyola femenina de futbol del 2015 al 2023, amb la qual va guanyar la Copa Mundial Femenina de la FIFA 2023. També va ser director esportiu del sistema de seleccions nacionals femenines de la Federació Espanyola de Futbol (RFEF) i instructor tàctic de la seva Escola Nacional d'Entrenadors durant gran part del mateix període.

## Carrera

### Seleccions espanyoles de futbol juvenil femení
Antic jugador de les categories inferiors del Reial Madrid, el Rayo Vallecano i el FC Barcelona, Vilda va començar com a entrenador assistent a les categories sub-17 i sub-19, abans d'ocupar el lloc d'entrenador amb la selecció espanyola sub-17 el 2009. Durant cinc anys en aquesta categoria, Espanya va guanyar l'or (2010 i 2011), la plata (2014) i el bronze (2013) a l'Eurocopa Femenina Sub-17 de la UEFA, a més de la plata (2014) i el bronze (2010) a la Copa del Món Femenina Sub-17 de la FIFA.
El 2014 va estar entre els deu nominats al premi de la FIFA a l'Entrenador de l'Any de Futbol Femení d'aquell any i va ser nomenat seleccionador de la selecció espanyola sub-19, que es va penjar la medalla de plata a l'Eurocopa Femenina Sub-19 de la UEFA el 2014 i 2015, abans de ser nomenat seleccionador de l'absoluta des de llavors.

### Selecció espanyola femenina de futbol
Nomenat seleccionador absolut d'Espanya el 2015, succeint Ignacio Quereda, Vilda va supervisar una reeixida campanya de classificació per a l'Eurocopa Femenina de la UEFA 2017. En la competició disputada a Holanda va arribar als quarts de final, on va caure als penals davant Àustria després d'empatar a zero.
El 2018, Espanya es va proclamar campió de la Copa de Xipre i també es va assegurar el passi a la Copa del Món Femenina de la FIFA 2019, en què seria la seva segona participació en la cita mundialista. A més, Vilda va supervisar la victòria d'Espanya a l'Eurocopa sub-19 de la UEFA, fet que va contribuir que fos preseleccionat per al premi millor entrenador de futbol femení de la FIFA 2018.
El 2019, moltes de les jugadores amb què Vilda havia treballat en categories inferiors, com Alèxia Putellas, Amanda Sampedro, Virginia Torrecilla, Lola Gallardo, Nahikari García, Patri Guijarro, Mariona Caldentey i Ivana Andrés, s'havien consolidat com a integrants habituals de la selecció absoluta. A França 2019, Espanya es va classificar al Grup B en segona posició (per darrere d'Alemanya i davant de la Xina i Sud-àfrica), la primera vegada que Espanya aconseguia la fase eliminatòria del Mundial de la FIFA.
El 2020, amb la selecció quedà segona a la She Believes Cup -vencent Anglaterra i Japó i perdent davant l'amfitriona Estats Units.

#### Disputa de jugadores 2022-23
El 2022 va esclatar una disputa entre Vilda i diverses de les jugadores de la selecció espanyola, amb 15 jugadores boicotejant la plantilla. La disputa va sorgir després del que les jugadores van percebre com un resultat decebedor a l'Eurocopa Femenina de la UEFA 2022 i després que les jugadores expressessin la seva preocupació per l'estil d'entrenament de Vilda i el tracte a les jugadores.
La Federació va recolzar Vilda, que es va negar a dimitir i no va convocar aquestes jugadores en els següents partits. Només tres d'elles -Aitana Bonmatí, Mariona Caldentey i Ona Batlle- van tornar a la selecció i van competir a la Copa Mundial Femenina de la FIFA 2023. En aquest torneig, Espanya es va proclamar campiona del món després de derrotar a la final a la selecció anglesa per 1-0, gràcies al gol d'Olga Carmona.
Després de l'escàndol per l'actuació del president de la RFEF, Luis Rubiales, i la posterior suspensió, el 5 de setembre de 2023, Vilda va ser destituit pel president en funcions, Pedro Rocha, com a seleccionador nacional.

### Selecció marroquina femenina de futbol
Després del cas Rubiales, que va provocar la seva destitució, el 12 d'octubre del 2023 va ser anunciat com a nou seleccionador de l'equip femení marroquí.

## Palmarès
| Equip                       | Any  | Títol        | Seu                      | Ref.   |
| --------------------------- | ---- | ------------ | ------------------------ | ------ |
| Selecció femenina d'Espanya | 2023 | Copa del Món | Austràlia i Nova Zelanda | [ 14 ] |